# Retro Active
Retro Active ist das fünfte, 1993 veröffentlichte Musikalbum der britischen Hard-Rock-Band Def Leppard. Es handelt sich dabei um eine Sammlung verschiedener Aufnahmen aus dem Zeitraum von 1984 bis 1993. Überwiegend wurden überarbeitete Versionen von Titeln veröffentlicht, die bis dahin nur als B-Seiten auf Singles der Gruppe veröffentlicht worden waren oder bei der Veröffentlichung von Alben nicht verwendet wurden (sogenannte Outtakes).

## Hintergrund
Während der Aufnahmen zum 1991 veröffentlichten Album Adrenalize starb der Def-Leppard-Gitarrist Steve Clark infolge seines Alkohol- und Drogenkonsums. Def Leppard setzte die Arbeit an dem Album fort, ohne einen Ersatz zu verpflichten, für die anschließende Tournee wurde Vivian Campbell verpflichtet, der auch festes Mitglied der Gruppe wurde.
Für Retro Active stellte die Gruppe Aufnahmen aus einem Zeitraum von zehn Jahren zusammen.

## Cover

All is Vanity von Charles Allan Gilbert, 1892

Das Coverfoto des Albums ist dem 1892 entstandenen Vanitas-Bild All is Vanity von Charles Allan Gilbert nachempfunden und zeigt eine Frau, die vor einem Frisiertisch sitzt. Auf den zweiten Blick erkennt man jedoch, dass auf dem Bild ebenso ein Totenschädel dargestellt ist, bei dem der Spiegel die Schädelform vorgibt, der Kopf der Frau die Augenhöhlen bildet, aus zwei übereinander hängenden Vorhängen und einer Kerze die Nasenhöhle entsteht und durch die vor dem Spiegel stehenden Flaschen die Zahnreihen nachgebildet werden. Ein an der Vorderseite des Tisches herunter hängendes Tuch bildet den Unterkiefer.
Im Unterschied zum Gemälde zeigt das Cover die Frau in einem weißen statt in einem schwarzen Kleid, sodass die Doppeldeutigkeit des Bildes nicht sofort ersichtlich ist. Die Frau sitzt jedoch in einem Schatten, der ihren Rücken und den unteren Bereich des Kleides abdunkelt und dadurch den Bildeffekt möglich macht.

Die deutsche Erstausgabe der CD war zusätzlich mit einem Aufkleber versehen. In weißer Schrift war auf blauem Hintergrund zu lesen: 

„Das ist weder ein neues DEF LEPPARD Album, noch ist es ein altes DEF LEPPARD Album. Es ist RETRO ACTIVE (Rückblick) - eine Sammlung von Songs, die hier und da erschienen sind, aber schwer auffindbar waren oder nie das Studio verlassen haben.“

## Rezeption
Oliver Klemm (Rock Hard) schrieb zu diesem Album, „Value for money“ verspreche allein schon das Konzept dieses „Häppchens für den Zwischendurch-Verzehr“, das bewusst auf die Hits der Gruppe verzichte und „stattdessen reichlich rare Ware im Block“ feilböte, die „im Regelfall noch einmal überarbeitet und remixt“ worden sei. Dazu gehörten „diverse Non-Album-Tracks von B-Seiten aus der vergangenen Dekade“, zu denen Klemm die Coverversionen von 'Action' (Sweet) und 'Only After Dark' (Mick Ronson) zählt, außerdem „die '87er-Neufassung von 'Ride Into The Sun' und das superbe 'Ring Of Fire', weitere Kuriositäten“ ('From The Inside', dem Ergebnis einer Aufnahme mit den Hothouse Flowers), und eine Version von 'Miss You In A Heartbeat', mit „keinem Geringeren als Elton John“ am Piano. Zudem gebe es „zwei bislang gänzlich unveröffentlichte Nummern“ ('Desert Song' und 'Fractured Love'), die „als unvollendete Überbleibsel der „Hysteria“-Session in Vergessenheit“ geraten seien und erst 1993 den letzten Schliff erhalten hätten. Für Def Leppard-Fans sei das Album „ein Muß“.
Der Allmusic-Rezensent Eduardo Rivadavia schrieb, „gewöhnliche Fans“ könnten das Album „verwirrend finden,“ Def-Leppard-Fanatiker hingegen würden sicher „seine Vielseitigkeit und die informativen Produktionsnotizen“ schätzen.

## Titelliste
1. „Desert Song“ (Steve Clark, Joe Elliott, Rick Savage) – 5:19
  - Outtake aus den Hysteria Sessions
2. „Fractured Love“ (Clark, Elliott, Savage) – 5:08
  - Outtake aus den Hysteria Sessions
3. „Action“ (Andy Scott, Brian Connolly, Steve Priest, Mick Tucker) – 3:41
  - Ursprünglich auf der „Make Love Like a Man“-Single veröffentlicht
4. „Two Steps Behind“ (Acoustic Version) (Elliott) – 4:16
  - Ursprünglich auf der „Make Love Like a Man“ Single veröffentlicht
  - War Teil des Last Action Hero-Soundtracks
5. „She's Too Tough“ (Elliott) – 3:41
  - Ursprünglich auf der Single zu „Heaven Is“ veröffentlicht
6. „Miss You in a Heartbeat“ (Phil Collen) – 4:04
  - Ursprünglich auf der „Make Love Like a Man“-Single veröffentlicht
7. „Only After Dark“ (Mick Ronson) – 3:52
  - Ursprünglich auf der „Let's Get Rocked“-Single veröffentlicht
8. „Ride Into The Sun“ (Clark, Collen, Elliott, Savage) – 3:12
  - Ursprünglich auf der „Hysteria“ -Single veröffentlicht
  - Ursprüngliche Aufnahme des Titels war Teil der The Def Leppard E.P.
9. „From the Inside“ (Elliott) – 4:13
  - Ursprünglich auf der „Have You Ever Needed Someone So Bad“-Single veröffentlicht
10. „Ring Of Fire“ (Clark, Collen, Elliott, Mutt Lange, Savage) – 4:42
  - Ursprünglich auf der „Armageddon It“-Single veröffentlicht
11. „I Wanna Be Your Hero“ (Clark, Collen, Elliott, Lange, Savage) – 4:29
  - Ursprünglich auf der „Hysteria“ -Single veröffentlicht
12. „Miss You in a Heartbeat“ (Electric Version) (Collen) – 4:58
13. „Two Steps Behind“ (Electric Version) (Elliott) – 4:29
14. „Miss You in a Heartbeat“ (Piano Version) [Hidden track] (Collen) – 4:09